# Абанти
Абанти — назва племені, що жило на острові Евбея. Вперше згадуються в «Іліаді». Гомер описує їх як сміливих воїнів з довгими косами позаду голови. Схожа зачіска була й у героя іонійців Тесея. Проте достеменно невідомо чи належать абанти до іонічних племен, принаймні Аристотель (зі слів Страбона) вважав їх фракійцями.